# Husain Maziq

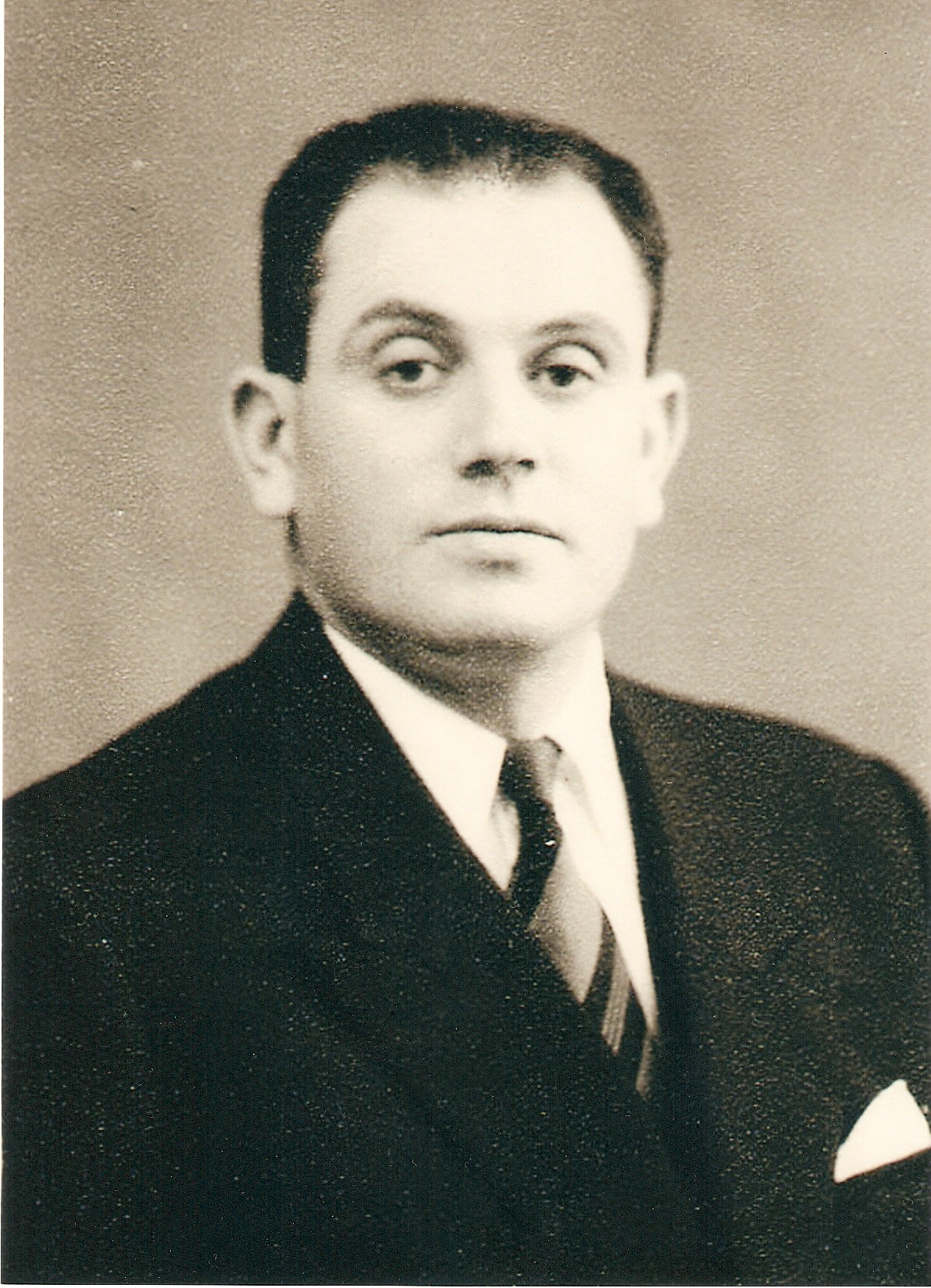
Husain Maziq

Hussein Yousef Maziq (حسين يوسف مازق Ḥusain Yūsif Māziq; * 26. Juni 1918 nach anderen Quellen 1910; † 12. Mai 2006) in Bengasi war vom 20. März 1965 bis zum 2. Juli 1967 Premierminister von Libyen. Zuvor war er von 1964 bis 1965 Außenminister des Landes.
In seine Amtszeit fällt der Ausbau von Abschnitten der Küstenstraße Via Balbia zu Küstenautobahn.
Während Muammar al-Gaddafis Staatsstreich vom 1. September 1969 hielt er sich im Ausland auf, kehrte jedoch nach Libyen zurück. Wie die meisten Beamten aus der Zeit des Königreiches wurde er vor das nationale Volksgericht gestellt. Vor Gericht verteidigte er seine Beziehung zu König Idris. 1971 wurde er zu einer zehnjährigen Gefängnisstrafe verurteilt, 1974 jedoch vorzeitig entlassen. Den Rest seines Lebens verbrachte er zu Hause in Bengasi, wo er am 12. Mai 2006 starb.